# 시사정
시사정(志佐町)은 나가사키현 기타마쓰우라군에 있던 정이다. 

## 역사
- 1889년 4월 1일 - 정촌제 시행에 의해, 기타마쓰우라군 시지촌이 성립하였다.
- 1921년 11월 1일 - 시사촌이 정으로 승격해 시사정이 되었다.
- 1955년 3월 31일 - 신미쿠리야정, 시사정, 쓰키노카와정이 합병, 시로 승격해 마쓰우라시가 성립하여, 시사정은 소멸하였다.

## 교통

### 철도
- 일본국유철도
  - 마쓰우라선

## 참고문헌
- 角川日本地名大辞典 42 長崎県